# ヨッシー
ヨッシーは、任天堂が発売しているコンピュータゲームソフトのシリーズ、マリオシリーズに登場するキャラクターで、同社の登録商標（第2517348号ほか）である。

## 概要
1990年（平成2年）11月21日発売の『スーパーマリオワールド』以降、マリオシリーズに多く登場している。カメ族の一種。「ヨッシー」という名は一個体の固有名ではなく、一族の総称である。
基本的に平和を好む種族であり、マリオの良きパートナーとして活躍することが多い。ヨースター島、恐竜ランド、ヨッシーアイランド、ジャンボル島、ドルピック島などに生息する。また、『ヨッシーのたまご』の任天堂公式ガイドブックでは、オリジナルストーリーやヨッシーの私生活が掲載されている。
二足歩行で、褐色の丈夫な靴を履き、背中には鞍を付けている。大きな鼻が特徴。初期は体が長かったが、次第に短くなっていき、鞍も現在はラクダのコブのような形になっている。性別がなく、異形配偶子の受精をせずに正常な発生が可能な卵を産むことができる。性格は男性寄りであるが、設定が固まる前の『64ドリーム』にて「卵を産むからメス」と述べられたことがあり、これを踏襲した漫画作品もある。
容姿は恐竜であるが高度に人格化されたキャラクターであり、マリオ達とは普通に会話が可能。口調は初登場の『スーパーマリオワールド』では敬語で話しており、漫画作品でも敬語口調でマリオ達をさん付けで呼ぶという設定が多く見られる。他のゲーム作品ではタメ口で話し、マリオ達を呼び捨てにしている作品もあるが、漫画作品の様に敬語口調でマリオ達をさん付けで呼ぶゲーム作品もあり、ゲーム作品での口調とマリオ達への呼称は一定していない。一人称は「ヨッシー」または「ボク」（一部の漫画では「私」という場合もある。『スーパーマリオワールド』では「ボク」、『いただきストリートDS』では「ヨッシー」であった）。各ゲームごとに能力は多少異なる。
「ヨッシー」という命名は、任天堂社員のあだ名に由来（『ニンテンドードリーム』より）。また、その響きから、ネッシーのパロディのように扱われることもある。
ヨッシーの特徴として、「足が速い」という事から、マリオシリーズのスポーツ関連の作品では、ほとんどが「スピードタイプ」に設定されていることが多い。また、好きな事は「大好きなフルーツを長い舌で食べること」であることなどから、食べる事に執着している食いしん坊なキャラクターでもある。『スーパーマリオスタジアム ミラクルベースボール』では、審判のジュゲムから「ヨッシーさん、他のチームメンバーを食べてはいけませんよ」と言われたほどであった。
2008年にオリコンが調査した「好きなTVゲームのキャラクター」において、マリオシリーズのキャラクターでは1位のマリオに次いで3位にランクインしている。

## キャラクターとしてのヨッシー

### ヨッシーとマリオの出会い
『スーパーマリオ ヨッシーアイランド』において、ヨッシーは赤ん坊時代のマリオと出会っている。ただし、ヨッシーは一族の総称であるため、同一の個体とは限らない。マリオ自身も、赤ん坊の頃の出来事なので『ヨッシーアイランド』でヨッシーと過ごしたことは全く覚えていない（『いただきストリートDS』より）。また、『ヨッシーアイランドDS』のエンディングの「ヒーローの元に光る星」がベビィマリオ、ピーチ、ドンキー、ワリオなどの上で一つだけ余るが、最後に緑ヨッシーが卵から生まれ、余っていた星がヨッシーの上で光る。これが、後にマリオと共に冒険するヨッシーであると捉える事もできる。
初出作品の『スーパーマリオワールド』でクッパ軍団に囚われ卵に閉じ込められていた所をマリオブラザーズに救出され、以降、背中にマリオやルイージを乗せて走る。長い舌でフルーツや敵を食べ、食べた物によっては、火を吐いたり、背中から羽を生やして空を自在に飛んだりすることが可能。トゲが生えた敵や炎に包まれた敵も問題なく食べられる。『スーパーマリオワールド』の頃はオバケが嫌いという設定があり、城やオバケ屋敷などには入りたがらず外で待機していた。その後の作品では個体にもよるが、オバケを怖がる様子はなく城やオバケ屋敷にも普通に入っている。また作品によってはテレサなど、オバケである敵を食べることができない場合もあり、『スーパーマリオ64DS』でもプレイヤーキャラクターの中で唯一テレサを倒す事が出来ない。なお、当初、ヨッシーが舌を出すのはマリオに頭を叩かれて驚いて舌を出すという設定であったが、後にマリオの指示によって舌を出すという設定に変更された。
『スーパーマリオワールド』、『スーパーマリオサンシャイン』、『New スーパーマリオブラザーズ Wii』、『スーパーマリオギャラクシー2』、『New スーパーマリオブラザーズ U』では、ヨッシーに乗った際BGMに打楽器パートが追加される。同じく『スーパーマリオワールド』でのヨッシーが卵から孵る時の効果音は、『デビルワールド』の主人公タマゴンが孵る時と同じものが使用されている。
『スーパーマリオワールド』の設定によれば、ヨッシーは「スーパードラゴン」を自称している。また『ヨッシーのパネポン』では「神のちからを得たドラゴン」と説明されている。『大乱闘スマッシュブラザーズX』では「スーパードラゴン」の名称で「最後の切りふだ」を使用している。ゲームの取扱説明書や公式サイトの解説や『大乱闘スマッシュブラザーズDX』のイベント戦では恐竜とされている。

### ヨッシーの自立化
パズルゲーム『ヨッシーのたまご』（1991年12月）で初めて主役になった。『ヨッシーのたまご』は、タマゴの殻に敵を挟むとヨッシーが生まれる、というゲームである。挟んだ敵の数に応じて生まれるヨッシーの大きさが異なった。生まれるヨッシーの種類は、「チビヨッシー」、「ノーマルヨッシー」、「はねヨッシー」、「スターヨッシー」の4種類。ヨッシーが主役のパズルゲームとしては、他に『ヨッシーのクッキー』『ヨッシーのパネポン』がある。
『スーパーマリオ ヨッシーアイランド』では、初めてアクションゲームにおける主役となる。ジャンプ中に足をバタつかせて更に高く上がるふんばりジャンプを初披露。また、食べた生き物をその場でタマゴとして産み、それを投げて攻撃する方法も身につけている。お尻から垂直落下して踏み付けるヒップドロップという攻撃もヨッシーのオリジナルの攻撃方法である。
『ヨッシーストーリー』では、マリオから離れ、単独で冒険している。元々体が長かったヨッシーだが、この作品から頭身が縮小された体型となっている。

## 種族としてのヨッシー

### 色違いヨッシーについて
一般的に知られるヨッシーの体色は緑だが、他にも赤、青、黄、水色、オレンジ、紫、桃色、白、黒など、さまざまな体色のヨッシーがいる。『ヨッシーアイランド』に登場するオレンジヨッシーは当初はドットの都合で茶色に見えていて、茶色ヨッシー扱いされる事もあるが、正式なオレンジヨッシーであり（『ヨッシーアイランド』のパッケージ参照）、『ヨッシーアイランドDS』など後の作品ではドットの配色が綺麗になった事により、オレンジ色として表現されるようになった。
『スーパーマリオスタジアム ファミリーベースボール』や『マリオテニスGC』などでは、色によって能力や性格が多少異なっている（青ヨッシーはマリオのことを「マリオさん」と敬称付きで呼び、黄色ヨッシーはやや臆病な性格など）。大乱闘スマッシュブラザーズシリーズや『マリオカート8』では、様々な色のヨッシーがカラーバリエーションとして登場している（性能は基本的に同じ）。『マリオテニス オープン』ではプレイヤーキャラとして個別に登場する（赤、ピンクはテクニック、黄色はパワー、青、水色はスピード、白はトリッキー、黒はオールラウンドと、それぞれタイプが異なる）。
また一部の漫画（『スーパーマリオくん』『本山版スーパーマリオ』など）では、赤は「熱血漢、短気」、青は「冷静、皮肉屋」、黄色は「のんびり屋というよりおとぼけ」、桃色は「女性というよりオカマ（本山版では本物の♀）」だったりと、それぞれ個性的な設定がなされる事が多い。

### 『スーパーマリオワールド』の特殊ヨッシー
赤ヨッシー
他の色のヨッシーは赤のノコノコの甲羅を口に含んだ場合にのみ火を吐くことができるが、赤ヨッシーはどの色の甲羅でも火を吐くことができる。1回火を吐くと甲羅はなくなる。
青ヨッシー
他の色のヨッシーは青のノコノコの甲羅を口に含んだ場合にのみ翼が生えて空を飛ぶことができるが、青ヨッシーはどの色の甲羅でも翼が生えて空を飛ぶことができる。また、ヨッシーに乗った状態でヨッシーの翼を取ると、どの色のヨッシーでも必ず青ヨッシーになる（リメイク版の『スーパーマリオアドバンス2』では青ヨッシーにならない）。一定時間経つと甲羅は飲み込まれてしまう。
黄ヨッシー
他の色のヨッシーは黄のノコノコの甲羅を口に含んだ場合にのみジャンプ後の着地時に地震を起こすことができるが、黄ヨッシーはどの色の甲羅でもジャンプ後の着地時に地震を起こすことができる。起こした地震による衝撃で敵を倒すことができる。一定時間経つと甲羅は飲み込まれてしまう。
なお、『スーパーマリオワールド』では、赤、青、黄の3色のヨッシーは「伝説の3色ヨッシー」と呼ばれる。卵から生まれた段階ではまだミニヨッシーに乗ることができず、敵キャラを5体食べさせる（もしくはスターやキノコなどを1つ食べさせる）ことでようやく騎乗が可能となる。

### 『ヨッシーストーリー』の特殊ヨッシー
白ヨッシー、黒ヨッシー
苦手な食べ物がないため、唐辛子や黒ヘイホーを食べてもダメージを受けず、卵を投げる時の花火の大きさが他のヨッシーより大きい。声の高さも白ヨッシーは高く、黒ヨッシーは低くなっている。

### 『スーパーマリオギャラクシー2』の特殊ヨッシー
ダッシュヨッシー
赤いダッシュフルーツから変身。
一定時間、速く走ることができ、普段上れないような壁や水上も走れる。ただし、変身が解けるまでは止まれない。
バルーンヨッシー
青いバルーンフルーツから変身。
風船のように膨らみ、空中に浮ける。メーターがなくなると元に戻る。Aボタンで息を止めることもでき、メーターの消費を和らげる事も可能。
上昇中にWiiリモコンを振ると、その場ですぐに変身が解ける。
ライトヨッシー
黄色のライトフルーツから変身。
一定時間、身体が光り、通常では見えない床を照らす事ができる。ダメージを受けても元に戻る。

### その他のヨッシー
ワッシー
『スーパーマリオRPG』に登場した、サングラスを掛け悪ぶっている青色のヨッシー。足が速いことを自慢していて、ヨースター島の他の仲間達が自由にかけっこすることを禁止していた。マリオに敗れてからは改心し、他のヨッシー達と仲良くかけっこを楽しむようになった。日本国外版では「Boshi」という名前になっている。
チビヨッシー（ミニヨッシー）
赤ん坊のヨッシー。『スーパーマリオワールド』では、特殊ヨッシーが卵から孵ったばかりの状態の時にこの形で登場するほか、恐竜ランド各地に囚われたヨッシーの卵がエンディング時に孵化してこの姿になる。『マリオストーリー』ではヨッシー村に複数匹が登場している。また、『ヨッシーストーリー』で操作するヨッシーでもある。
デブヨッシー
『ヨッシーのたまご』で初登場した、太っているヨッシー。卵の殻の間に7匹以上の敵を挟むことで生まれる、ゲーム中最も高得点のヨッシー。『スーパーマリオRPG』では、ヨースター島に登場するヨッシー達の赤ちゃんとして登場。『マリオストーリー』では、ヨッシーの村の村長として登場。
チビヨッシー（個体）
『ペーパーマリオRPG』に仲間キャラクターの1人として登場する赤ん坊ヨッシー。ウーロン街という場所のホットドッグ屋で新製品の開発材料として卵の状態で連れて来られたが逃走、マリオたちに卵のままついて来て、その後孵化してマリオの仲間となる。赤ん坊ながら、かなり強気でやんちゃな性格。マリオに対しては、出会った際に彼がウーロン街の闘技場で使っていたリングネームである「ゴンザレス」の名で呼ぶ。
「チビヨッシー」とはデフォルト名で、名前はプレイヤーが自由につけることが出来る。
あみぐるみヨッシー
『ヨッシー ウールワールド』で初登場した、あみぐるみの姿をしたヨッシー。
上記の他、ゲームとは直接関係ないが、攻略本『ヨッシーのたまご 任天堂公式ガイドブック』では、日本系ヨッシーやインド系ヨッシーやアメリカ系ヨッシーが登場している。

## ヨッシーの生息地
ヨースター島
『スーパーマリオワールド』で初登場。ヨースター島は複数のゲームに登場するが、島の形などはそれぞれ異なる。『スーパーマリオワールド』のヨースター島は恐竜ランド内にあり、ヨッシーの自宅「ヨッシーの家」がある。『スーパーマリオRPG』ではワッシーもいる。『マリオ&ルイージRPG2』では過去のヨースター島に行くことが可能。
『大乱闘スマッシュブラザーズ』シリーズでは、『DX』以降、対戦ステージとして登場。
スターロード
ヨースター島と同じく『スーパーマリオワールド』で登場。「伝説の3色ヨッシー」の卵がある。
ヨス湖
ヨッシーが生まれたという噂の湖。『マリオとワリオ』で登場。
ヨッシーアイランド
ヨッシーの生息地。『スーパーマリオ ヨッシーアイランド』で登場。昔はベビークッパの住むクッパ城があった。
ジャンボル島
『マリオストーリー』で登場。南国風の島で、とても暑い。火山やジャングルがある。ヨッシーの村にはキューちゃんも住んでいる。
ドルピック島
『スーパーマリオサンシャイン』で登場。その昔、生息していたとされる場所。主にピンナ島に生息していたとされ、同島に建設されているテーマパークにはヨッシーゴーランドなる乗り物もある。卵にフルーツを与える事でフルーツの色に対応したヨッシーが現れ、口からジュースを吐き出して攻撃する。なお、今作のヨッシーは落書きから生まれた存在の為、吐き出せるジュースの残量が無くなるか、水の中に入ると溶けて消滅する。
たまごじま
『ヨッシー New アイランド』に登場する浮遊島。たまご型をしており尖ったてっぺんには火山があり、底の方にはベビークッパの住む城がある。
キノコ王国
『New スーパーマリオブラザーズ Wii』や『スーパーマリオ オデッセイ』で登場。『スーパーマリオ オデッセイ』では、マリオがヨッシーにキャプチャー（憑依）することで操作する。
ヨースターギャラクシーなどの惑星
『スーパーマリオギャラクシー2』では、ヨースターギャラクシーから登場、以後星船マリオでも出現（タマゴ）。

### ヨッシー関連の地域
ヨッシーバレー
『マリオカート64』と『マリオカート8( デラックス)』で登場。謎の巨大卵のようなものが回転している。
ヨッシーさばく
『マリオカートアドバンス』『マリオカート ツアー』で登場。ヨッシーの顔をしたスフィンクスがいる。
ヨッシーサーキット
『マリオカート ダブルダッシュ!!』と『マリオカートDS』と『マリオカート8( デラックス) 』で登場。コースがヨッシーの形をしている。
ヨッシーフォールズ
『マリオカートDS』と『マリオカートWii』で登場。謎の巨大卵のようなものがコースの中心にある。
ヨッシー星（正式名称不明）
『スーパーマリオギャラクシー』で登場。スターピースを与えたハラペコチコが変身した星。クリボーが多数生息。鼻からは溶岩スチームが吹き出てくる。
カラカラいせき
『マリオカートWii』で登場。ヨッシーの顔をしたスフィンクスがある。

## ヨッシーの類似キャラクター
ドッシー
同名だが、姿や性質の全く異なる2タイプが存在する。
- 『スーパーマリオRPG』ではクッパ城で登場する敵キャラクター。体型こそヨッシーに近いが体色は赤黒く、牙や爪、翼が生えており、より一般的なドラゴンのイメージに近い容姿をしている。英名は「Bahamutt」。
- 『スーパーマリオ64』の「やみにとける どうくつ」や『マリオパーティ3』などのミニゲーム、『New スーパーマリオブラザーズ』のワールド4などに登場する、水上でマリオたちを背中に乗せて運んでくれる友好キャラクター。外見はヨッシーとはかなり異なり、藍色の身体で水棲の首長竜のような姿をしており、『スーパーマリオ64DS』以降ではゴーグルを着用している。『スーパーマリオオデッセイ』では海の国、湖の国などで登場し、現地住民と共生している姿や、黄色など色違いの個体も登場した。英名は「Dorrie」。

ゲッシー
『マリオ&ルイージRPG2』に登場する、ヨッシーに似た巨大なゲドンコ生物。マリオたちやベビークッパを舌で飲み込む。体内ではヨッシーを卵に閉じ込め怪物化しようとしている。原動力の「ショッキング・エッグ」を失うと死ぬが（または機能停止）、体は消滅せずにそのまま残る。英名は「Yoob」。
プレッシー
『スーパーマリオ 3Dワールド』で初登場した、ヨッシーの四肢、尾が首長竜的にアレンジされたキャラクター。一部のコースに登場する。

## 関連キャラクター
マリオ
『スーパーマリオワールド』以降、多くの作品で共演。『スーパーマリオスタジアム』では、 ルイージ等のマリオシリーズのメインキャラの中でキャサリンと共に相性が良い設定になっている。
ルイージ
『スーパーマリオスタジアム』ではベビィルイージとは相性が良くなっているが、大人のルイージとは相性が普通になっている。『マリオテニスGC』では、あまりの空腹で誤ってルイージを食べてしまう。
キノピオ
マリオ、ルイージ同様相性が良い（『マリオパーティ5』、同『マリオパーティ6』より）。
キャサリン
卵を吐くピンクの恐竜。『マリオテニス64』以降は、スポーツゲーム等でヨッシーとペアを組んで登場する事が多く上記の3人と共に好相性で恋仲とされている時もある。ヨッシーから「キャサリンさん」と呼ばれている。
クッパ
ピーチを攫う大魔王。『スーパーマリオワールド』ではヨッシーをタマゴに還し、世界各地のブロックへ封印するという悪行を成した。また、『ヨッシーアイランド』ではヨッシーを独り占めしようとした。ヨッシーシリーズではヨッシー達の故郷で毎回悪事を働き、ヨッシー達を困らせている。
ピーチ
度々クッパに攫われる姫。『スーパーマリオワールド』のエンディングではヨッシーの背中に乗っている。『スーパーマリオスタジアム ファミリーベースボール』では、大人のピーチは相性が普通だが、ベビィピーチとは相性が良い。
デイジー
『スーパーマリオスタジアム ファミリーベースボール』では、大人のデイジーは相性が普通だが、ベビィデイジーとは相性が良い。
ドンキーコング
『スーパーマリオスタジアム ファミリーベースボール』では、大人のドンキーコングは相性が普通だが、ベビィDKとは相性が良い。
ノコノコ
ノコノコの天敵はヨッシーらしいが、『マリオゴルフファミリーツアー』の初めの映像で一緒にゴルフをしていたり、2人で寝ているシーンなどがあり、『マリオテニスGC』でもダブルスを組んでいるので、相性としては悪くない。
ハナチャン
どちらも温和な性格であり、相性はよいという設定がつけられている。
一部シリーズでは同じ地域に生息している。
テレサ
『マリオパーティ3』では、デュエルマップで、ヨッシーの初めからのお助けキャラ（パートナー）がテレサとなっている。
ワリオ
『マリオとワリオ』ではヨッシーの前進を妨害する。一方で『スーパーマリオ64DS』ではヨッシー、ルイージ、マリオ、ワリオと力を合わせてピーチを助けるためにパワースターを集める。
キノピコ
『マリオカート ダブルダッシュ!!』のエンディング後の場面では、ヨッシーの手にキノピコを乗せている。

## ヨッシーが登場する主な作品

### ヨッシーシリーズ
ヨッシーが主役として登場しているタイトル。
アクションゲーム
- スーパーマリオ ヨッシーアイランド（スーパーファミコン）
  - スーパーマリオアドバンス3（ゲームボーイアドバンス）
- ヨッシーストーリー（NINTENDO 64）
- ヨッシーの万有引力（ゲームボーイアドバンス）
- キャッチ!タッチ!ヨッシー!（ニンテンドーDS）
- ヨッシーアイランドDS（ニンテンドーDS）
- ヨッシーNewアイランド（ニンテンドー3DS）
- ヨッシー ウールワールド（Wii U）
  - ポチと! ヨッシー ウールワールド（ニンテンドー3DS）
- ヨッシークラフトワールド (Nintendo Switch)

パズルゲーム
- ヨッシーのたまご（ファミリーコンピュータ、ゲームボーイ）
- ヨッシーのクッキー（スーパーファミコン、ゲームボーイ）
  - NINTENDOパズルコレクション（ニンテンドー ゲームキューブ） - 収録作品の中の一つ
- ヨッシーのパネポン（ゲームボーイ、サテラビュー）

その他
- ヨッシーのロードハンティング（スーパーファミコン）

### マリオシリーズでの登場作品
- スーパーマリオワールド - 初登場作品
  - スーパーマリオアドバンス2
- スーパーマリオコレクション - 『マリオ3』のワールド7の王様が魔法で変えられた姿として登場するほか、北米版『Super Mario All-Stars + Super Mario World』にも登場している。
  - スーパーマリオアドバンス4
- スーパーマリオ64 - パワースター120個獲得後のおまけで登場。
  - スーパーマリオ64DS - プレイヤーキャラとして登場、オリジナル版では操作不可。
- スーパーマリオサンシャイン
- New スーパーマリオブラザーズ - 『スーパーマリオ64DS』にも収録されていたミニゲームの一部分に登場。本編には登場しない。
- New スーパーマリオブラザーズ Wii
- New スーパーマリオブラザーズ U
  - New スーパールイージ U
- スーパーマリオギャラクシー - ファイルセレクト画面のアイコンとしてのみ登場。
- スーパーマリオギャラクシー2
- スーパーマリオメーカー
- Super Mario Run
- スーパーマリオ オデッセイ
- スーパーマリオメーカー2
- スーパーマリオブラザーズ ワンダー
- マリオカートシリーズ
- マリオパーティシリーズ
- マリオゴルフシリーズ（64版以降、GB版は操作不可）
- マリオテニスシリーズ（GBA版は除く）
- スーパーマリオスタジアムシリーズ
- マリオストライカーズシリーズ
- スーパーマリオRPG
- マリオストーリー
- ペーパーマリオRPG
- ペーパーマリオ カラースプラッシュ
- マリオ&ルイージRPGシリーズ（『3』は除く）
- マリオ+ラビッツ キングダムバトル
- マリオとワリオ
- スーパーマリオブラザーズデラックス
- スーパーマリオアドバンス
- マリオバスケ 3on3
- MARIO SPORTS MIX
- マリオ&ソニック AT 北京オリンピック
- マリオ&ソニック AT バンクーバーオリンピック
- マリオ&ソニック AT ロンドンオリンピック
- マリオ&ソニック AT ソチオリンピック
- マリオ&ソニック AT リオオリンピック
- マリオ&ソニック AT 東京2020オリンピック
- 役満DS
  - Wi-Fi対応 役満DS
- マリオスポーツ スーパースターズ

### その他の登場作品
- テトリスDS
- 大乱闘スマッシュブラザーズシリーズ
- ゲームボーイギャラリーシリーズ
- ゼルダの伝説 夢をみる島 - ぬいぐるみとして登場
- いただきストリートDS
- いただきストリートWii
- メタルギアソリッド ザ・ツインスネークス - 人形として登場
- メタルギアソリッド スネークイーター 3D - 人形として登場
- ソニック ロストワールド（Wii U版の配信ステージ「ヨッシーアイランド」で登場）

### 実写・アニメ
- スーパーマリオカート（CM（アニメ形式）、1992年、日本） - 声はあてられていない。
- ヨッシーのクッキー（CM（アニメ形式）、1992年、日本） - 声はあてられている。
- スーパーマリオ 魔界帝国の女神（実写映画、1993年、アメリカ）
- スーパーゲームボーイ（CM（アニメ形式）、1994年、日本） - 声はあてられていない。
- スーパーマリオ ヨッシーアイランド（CM（アニメ形式）、1996年、日本） - 声はあてられていない。
- マリオカート64（CM（アニメ形式）、1996年、日本） - 声はあてられていない。
- マリオカートアドバンス（CM（アニメ形式）、2001年、日本）- 声はあてられていない。
- スーパーマリオアドバンス3（CM（アニメ形式）、2002年、日本） - 戸高一生がヨッシーを演じている。
- ザ・スーパーマリオブラザーズ・ムービー （アニメ映画、2023年、アメリカ） - 戸高一生がヨッシーを演じている。

## amiibo
- ヨッシー（大乱闘スマッシュブラザーズシリーズ、2014年12月6日発売）
- ヨッシー（スーパーマリオシリーズ、2015年3月12日発売）
- あみぐるみヨッシー みどり（ヨッシー ウールワールドシリーズ、2015年7月16日発売）
- あみぐるみヨッシー ピンク（ヨッシー ウールワールドシリーズ、2015年7月16日発売）
- あみぐるみヨッシー みずいろ（ヨッシー ウールワールドシリーズ、2015年7月16日発売）
- あみぐるみヨッシー ビッグ（ヨッシー ウールワールドシリーズ、2015年12月10日発売）
- 『マリオスポーツ スーパースターズ』amiiboカード（2017年3月30日発売） - 全90種類のうちヨッシー関連のものは5枚ある

## キャラクターの背景
ヨッシーの誕生のきっかけとなったのは、『スーパーマリオブラザーズ3』の開発期間中に、宮本茂がマリオを馬に乗せた絵を自分の席の壁に貼ったことである。それを見た手塚卓志は、マリオを何かに乗せたいと宮本が考えていると思った。その後、『マリオワールド』の制作にあたり、「恐竜ランド」というコンセプトが立てられ、手塚は日野重文に爬虫類をモチーフとしたキャラクターのグラフィックを依頼することにした。当初手塚は「馬」というキーワードから相当大きな生き物だろうと考え、大トカゲあるいはワニのような生き物を描いたものの、あまりにもいかつかったうえ、爬虫類がいきなりマリオの世界に出てくるのは違和感があったため、日野と話し合いながら試行錯誤を重ねた。やがて、手塚のラフスケッチのかわいらしさを日野が気に入り、これをもとにヨッシーが誕生した。その後、手塚はヨッシーがカメだという設定を立て、背中に背負っている物は甲羅だと言い張った。
1995年の『ヨッシーアイランド』で主役を務めたのは、日野が横スクロールを『マリオワールド』でやりきったため、ヨッシーを主役にして新たなアクションを開拓するという狙いがある。狙い通り新たなアクションは追加され、うち「踏ん張りジャンプ」はアクションゲームが苦手なプレイヤーへの補助になったのではないかと日野は2017年のインタビューの中で話している。

## 担当声優
戸高一生
『ヨッシーストーリー』以降の関連作品で声を担当。戸高の収録した声を加工して使用している。
作品によって戸高ボイスかSEのどちらかが採用されている（『マリオパーティ』の『3』までや『New スーパーマリオブラザーズ Wii』などはSE。『スーパーマリオギャラクシー2』では戸高ボイスとSEの両方が使用されている）。
『ヨッシーストーリー』で収録・加工された音声が長らくそのまま使い回されていたが、2000年代後半頃からは、新たに収録、加工した声も使われるようになった。
サウンドエフェクト
初期の作品の鳴き声は独特なSEが使われていたが、その音について様々な媒体で文字に例える試みがなされている。『スーパーマリオワールド』発売当時の漫画雑誌『コミックボンボン』での記述によれば「ウィッキー」。「ヨッシー！」という掛け声を再現したものという見解もある。ネット上コミュニティにおいては「でっていう」と聞こえるという説が広まり、未来検索ブラジルによるネット流行語大賞 2007では15位に選ばれた。
『ヨッシーストーリー』以降も、このエフェクトは初期の『マリオパーティ』シリーズなど一部のゲームで使用されていたが、2000年頃からはほとんど使われなくなった。『New スーパーマリオブラザーズ Wii』で久々に採用され、その後発売された『スーパーマリオギャラクシー2』では、戸高の音声と併用する形で使用されている。
山本圭子、杉山佳寿子
一部のTVCMで声を担当。
坂本千夏、大谷育江
OVA『スーパーマリオワールド マリオとヨッシーの冒険ランド』で声を担当。緑ヨッシーを坂本、赤ヨッシーを大谷が担当している。

## その他

### 名前
- 名前のラテンアルファベットの綴りは、現在では"Yoshi"で統一されているが、かつては"Yossy"だったことがある。一例として、SFCの『ヨッシーアイランド』の一部ステージでは、リフトのレールが「YOSSY」の形になっている箇所がある。ただし、日本国外版では「YOSHI」になっている。
- 中国語では「耀西」（拼音: yàoxī）、韓国語では「요시」と表記される。